# European Champions League 2007-2008 (pallavolo maschile)
La Indesit European Champions League 2007-2008 è stata la 49ª edizione del massimo torneo pallavolistico europeo, organizzato dalla Confédération Européenne de Volleyball (CEV).

Il torneo ha preso il via il 16 ottobre 2007 con la prima giornata della fase a gironi e si è conclusa il 30 marzo 2008 con la disputa della Final Four a Łódź ( Polonia).

## Sistema di qualificazione
All'edizione del 2007-2008 hanno preso parte 24 squadre provenienti dalle 54 federazioni affiliate alla CEV. Per ogni federazione ha partecipato un certo numero di club a seconda della Ranking List aggiornata annualmente; federazioni con un coefficiente maggiore hanno avuto più club rispetto a quelle con un punteggio minore. Il massimo di compagini per ogni nazione è di tre, privilegio riservato per questa edizione all'Italia e alla Grecia. Con questo metodo sono state scelte 23 formazioni, mentre l'ultima è stata inserita tramite "wild card" a discrezione della CEV.

Di seguito è riportato lo schema di qualificazione (su base Ranking List 2007):
- Posizione 1-2 ( Italia,  Grecia): 3 squadre
- Posizioni 3-7 ( Russia,  Polonia,  Spagna,  Francia,  Belgio): 2 squadre
- Posizioni 8-14 ( Germania,  Austria,  Rep. Ceca,  Paesi Bassi,  Turchia,  Montenegro,  Serbia): 1 squadra

La wild card è stata assegnata alla Slovenia.

## Formula
Le 24 squadre sono divise in 6 gironi.
La prima e la seconda classificate di ogni gruppo si qualificano per i Playoff a 12.

Se la squadra che organizza la Final Four è compresa tra le prime due del girone essa viene automaticamente qualificata per le fasi finali e il suo posto nei Playoff a 12 viene assegnato alla migliore terza classificata. Le altre quattro migliori terze squadre accedono invece al Challenge Round della Coppa CEV.

Le 12 squadre qualificate si affrontano in gare di andata e ritorno, dalle quali escono le qualificate ai Playoff a 6, le quali si affrontano nuovamente con gare di andata e ritorno. Le restanti 3 formazioni raggiungono la squadra di casa e si contendono il titolo nella classica formula della Final Four.

## Le date
| 16-18 ottobre 2007   | Fase a gironi, prima giornata   |
| 23-25 ottobre 2007   | Fase a gironi, seconda giornata |
| 11-13 dicembre 2007  | Fase a gironi, terza giornata   |
| 18-20 dicembre 2007  | Fase a gironi, quarta giornata  |
| 22-24 gennaio 2008   | Fase a gironi, quinta giornata  |
| 30 gennaio 2008      | Fase a gironi, sesta giornata   |
| 12-14 febbraio 2008  | Playoff a 12, andata            |
| 19-21 febbraio 2008  | Playoff a 12, ritorno           |
| 4-6 marzo 2008       | Playoff a 6, andata             |
| 11-13 marzo 2008     | Playoff a 6, ritorno            |
| 29 marzo 2008 a Łódź | Final Four, semifinali          |
| 30 marzo 2008 a Łódź | Final Four, finali              |

## Fase a gironi

### Gironi
| Gruppo A - AS Cannes - Bre Banca Lannutti Cuneo - Īraklīs Salonicco - Jihostroj Ceské Budejovice Gruppo B - Panathīnaïkos - PGE Skra Bełchatów - Budućnost Podgorica - NIS Vojvodina Novi Sad Gruppo C - Dinamo-Tattransgaz Kazan - VfB Friedrichshafen - Olympiakos - Unicaja Arukasur Almería | Gruppo D - Copra Piacenza - Pòrtol - Arkas - Vienna hotVolleys Gruppo E - Sisley Treviso - Jastrzębski Węgiel - Knack Randstad Roeselare - Dynamo Apeldoorn Gruppo F - Dinamo Mosca - Volley Parigi - Maaseik - ACH Volley Bled |

### Risultati
| Gruppo A |                          |     |                                   |
|          |                          |     |                                   |
| 17-10    | Iraklis-Cannes           | 0-3 | 16-25, 25-27, 22-25               |
| 17-10    | Ceské Budejovice-Cuneo   | 2-3 | 34-32, 20-25, 17-25, 25-22, 10-15 |
| 23-10    | Cuneo-Iraklis            | 3-0 | 27-25, 25-20, 25-19               |
| 23-10    | Cannes-Ceské Budejovice  | 3-1 | 16-25, 25-23, 25-19, 25-16        |
| 11-12    | Cannes-Cuneo             | 3-0 | 25-19, 27-25, 31-29               |
| 12-12    | Iraklis-Ceské Budejovice | 3-0 | 25-20, 25-23, 25-21               |
| 18-12    | Cuneo-Cannes             | 3-0 | 25-15, 25-21, 25-22               |
| 19-12    | Ceské Budejovice-Iraklis | 1-3 | 25-20, 22-25, 18-25, 25-27        |
| 23-1     | Ceské Budejovice-Cannes  | 0-3 | 19-25, 21-25, 13-25               |
| 23-1     | Iraklis-Cuneo            | 3-1 | 25-22, 25-22, 27-29, 25-20        |
| 30-1     | Cuneo-Ceské Budejovice   | 3-1 | 25-9, 24-26, 25-17, 25-21         |
| 30-1     | Cannes-Iraklis           | 3-1 | 26-24, 25-22, 23-25, 25-22        |

| Gruppo B |                         |     |                                   |
|          |                         |     |                                   |
| 17-10    | Novi Sad-Atene          | 1-3 | 16-25, 27-25, 24-26, 19-25        |
| 18-10    | Belchatow-Podgorica     | 3-1 | 20-25, 25-21, 25-17, 25-20        |
| 24-10    | Panathinaikos-Belchatow | 3-0 | 25-20, 27-25, 25-16               |
| 25-10    | Podgorica-Novi Sad      | 3-0 | 25-22, 31-29, 25-19               |
| 12-12    | Belchatow-Novi Sad      | 3-0 | 25-19, 25-15, 25-16               |
| 13-12    | Podgorica-Panathinaikos | 1-3 | 18-25, 18-25, 25-22, 19-25        |
| 19-12    | Panathinaikos-Podgorica | 3-0 | 25-19, 25-20, 25-22               |
| 20-12    | Novi Sad-Belchatow      | 1-3 | 25-22, 17-25, 10-25, 16-25        |
| 23-1     | Novi Sad-Podgorica      | 0-3 | 17-25, 21-25, 19-25               |
| 23-1     | Belchatow-Panathinaikos | 2-3 | 21-25, 20-25, 25-17, 25-20, 11-15 |
| 30-1     | Panathinaikos-Novi Sad  | 3-0 | 28-26, 25-22, 25-23               |
| 30-1     | Podgorica-Belchatow     | 2-3 | 20-25, 21-25, 25-23, 25-23, 10-15 |

| Gruppo C |                            |     |                                   |
|          |                            |     |                                   |
| 16-10    | Kazan-Almería              | 3-1 | 24-26, 25-20, 25-16, 25-21        |
| 17-10    | Friedrichshafen-Olympiakos | 3-0 | 25-23, 25-20, 25-23               |
| 24-10    | Olympiakos-Kazan           | 0-3 | 18-25, 19-25, 23-25               |
| 25-10    | Almería-Friedrichshafen    | 0-3 | 20-25, 20-25, 16-25               |
| 12-12    | Kazan-Friedrichshafen      | 3-2 | 25-22, 23-25, 24-26, 25-22, 15-9  |
| 13-12    | Almería-Olympiakos         | 1-3 | 14-25, 21-25, 25-19, 24-26        |
| 19-12    | Olympiakos-Almería         | 3-0 | 25-16, 25-15, 25-18               |
| 19-12    | Friedrichshafen-Kazan      | 1-3 | 21-25, 25-20, 15-25, 24-26        |
| 23-1     | Kazan-Olympiakos           | 3-2 | 25-19, 22-25, 25-19, 22-25, 15-13 |
| 23-1     | Friedrichshafen-Almería    | 3-0 | 25-18, 25-22, 25-20               |
| 30-1     | Olympiakos-Friedrichshafen | 3-2 | 19-25, 22-25, 25-22, 25-21, 16-14 |
| 30-1     | Almería-Kazan              | 3-2 | 21-25, 25-19, 25-21, 19-25, 18-16 |

| Gruppo D |                  |     |                                   |
|          |                  |     |                                   |
| 17-10    | Vienna-Izmir     | 2-3 | 25-15, 19-25, 16-25, 25-19, 13-15 |
| 18-10    | Maiorca-Piacenza | 2-3 | 23-25, 27-25, 25-18, 19-25, 11-15 |
| 24-10    | Izmir-Maiorca    | 0-3 | 22-25, 21-25, 23-25               |
| 25-10    | Piacenza-Vienna  | 3-1 | 25-21, 21-25, 25-20, 25-18        |
| 12-12    | Vienna-Maiorca   | 0-3 | 22-25, 19-25, 21-25               |
| 12-12    | Izmir-Piacenza   | 0-3 | 19-25, 21-25, 22-25               |
| 19-12    | Piacenza-Izmir   | 3-1 | 25-20, 15-25, 30-28, 25-22        |
| 20-12    | Maiorca-Vienna   | 3-1 | 25-22, 22-25, 25-20, 25-19        |
| 23-1     | Vienna-Piacenza  | 3-1 | 25-23, 20-25, 26-24, 25-20        |
| 24-1     | Maiorca-Izmir    | 3-2 | 25-23, 18-25, 25-22, 19-25, 15-7  |
| 21-1     | Piacenza-Maiorca | 3-0 | 25-21, 25-19, 29-27               |
| 21-1     | Izmir-Vienna     | 3-0 | 25-23, 27-25, 25-21               |

| Gruppo E |                     |     |                                   |
|          |                     |     |                                   |
| 16-10    | Treviso-Apeldoorn   | 3-0 | 25-19, 25-17, 25-16               |
| 16-10    | Roeselare-Węgiel    | 3-0 | 25-23, 25-18, 25-21               |
| 24-10    | Węgiel-Treviso      | 2-3 | 21-25, 17-25, 25-23, 25-19, 8-15  |
| 25-10    | Apeldoorn-Roeselare | 1-3 | 17-25, 25-21, 21-25, 22-25        |
| 11-12    | Treviso-Roeselare   | 3-0 | 25-18, 27-25, 25-21               |
| 13-12    | Apeldoorn-Węgiel    | 1-3 | 17-25, 25-19, 23-25, 23-25        |
| 19-12    | Węgiel-Apeldoorn    | 3-0 | 25-22, 25-20, 25-23               |
| 19-12    | Roeselare-Treviso   | 0-3 | 23-25, 20-25, 17-25               |
| 22-1     | Treviso-Węgiel      | 1-3 | 25-19, 19-25, 22-25, 23-25        |
| 23-1     | Roeselare-Apeldoorn | 2-3 | 25-22, 17-25, 25-18, 20-25, 14-16 |
| 30-1     | Węgiel-Roeselare    | 1-3 | 25-20, 22-25, 22-25, 22-25        |
| 30-1     | Apeldoorn-Treviso   | 2-3 | 17-25, 22-25, 25-16, 26-24, 16-18 |

| Gruppo F |                |     |                                   |
|          |                |     |                                   |
| 17-10    | Bled-Maaseik   | 3-1 | 21-25, 25-23, 29-27, 25-22        |
| 17-10    | Parigi-Mosca   | 2-3 | 24-26, 25-20, 25-21, 19-25, 8-15  |
| 23-11    | Mosca-Bled     | 3-0 | 25-17, 25-22, 25-22               |
| 23-11    | Maaseik-Parigi | 3-0 | 25-23, 26-24, 25-20               |
| 12-12    | Bled-Parigi    | 3-2 | 25-21, 23-25, 25-20, 18-25, 15-13 |
| 12-12    | Maaseik-Mosca  | 0-3 | 20-25, 23-25, 22-25               |
| 18-12    | Mosca-Maaseik  | 3-0 | 25-23, 25-23, 25-17               |
| 19-12    | Parigi-Bled    | 3-1 | 25-14, 11-25, 25-18, 25-21        |
| 23-1     | Parigi-Maaseik | 3-2 | 25-20, 27-25, 21-25, 14-25, 15-13 |
| 23-1     | Bled-Mosca     | 0-3 | 23-25, 27-29, 24-26               |
| 30-1     | Mosca-Parigi   | 1-3 | 27-25, 23-25, 21-25, 25-27        |
| 30-1     | Maaseik-Bled   | 3-1 | 20-25, 25-18, 25-22, 25-18        |

### Classifica gironi
| Gruppo A | Gruppo A          | Gruppo A | Partite | Partite | Set | Set | Set   | Punti Set | Punti Set | Punti Set |
| #        | Squadra           | Pt       | V       | P       | V   | P   | Qz    | V         | P         | Qz        |
| -------- | ----------------- | -------- | ------- | ------- | --- | --- | ----- | --------- | --------- | --------- |
| 1        | Cannes            | 11       | 5       | 1       | 15  | 5   | 3.000 | 483       | 440       | 1.098     |
| 2        | Cuneo             | 10       | 4       | 2       | 13  | 9   | 1.444 | 536       | 486       | 1.103     |
| 3        | Īraklīs Salonicco | 9        | 3       | 3       | 10  | 11  | 0.909 | 494       | 500       | 0.988     |
| 4        | Č. Budějovice     | 6        | 0       | 6       | 5   | 18  | 0.278 | 469       | 556       | 0.843     |

| Gruppo B | Gruppo B            | Gruppo B | Partite | Partite | Set | Set | Set   | Punti Set | Punti Set | Punti Set |
| #        | Squadra             | Pt       | V       | P       | V   | P   | Qz    | V         | P         | Qz        |
| -------- | ------------------- | -------- | ------- | ------- | --- | --- | ----- | --------- | --------- | --------- |
| 1        | Panathīnaïkos       | 12       | 6       | 0       | 18  | 4   | 4.500 | 530       | 461       | 1.150     |
| 2        | Bełchatów           | 10       | 4       | 2       | 14  | 10  | 1.400 | 541       | 481       | 1.125     |
| 3        | Budućnost Podgorica | 8        | 2       | 4       | 10  | 12  | 0.833 | 481       | 505       | 0.952     |
| 4        | Novi Sad            | 6        | 0       | 6       | 1   | 15  | 0.067 | 402       | 507       | 0.793     |

| Gruppo C | Gruppo C        | Gruppo C | Partite | Partite | Set | Set | Set   | Punti Set | Punti Set | Punti Set |
| #        | Squadra         | Pt       | V       | P       | V   | P   | Qz    | V         | P         | Qz        |
| -------- | --------------- | -------- | ------- | ------- | --- | --- | ----- | --------- | --------- | --------- |
| 1        | Kazan           | 11       | 5       | 1       | 17  | 9   | 1.889 | 597       | 541       | 1.104     |
| 2        | Friedrichshafen | 9        | 3       | 3       | 14  | 9   | 1.556 | 521       | 497       | 1.048     |
| 3        | Olympiakos      | 9        | 3       | 3       | 11  | 12  | 0.917 | 504       | 499       | 1.010     |
| 4        | Almería         | 7        | 1       | 5       | 5   | 17  | 0.294 | 440       | 525       | 0.838     |

| Gruppo D | Gruppo D          | Gruppo D | Partite | Partite | Set | Set | Set   | Punti Set | Punti Set | Punti Set |
| #        | Squadra           | Pt       | P       | V       | P   | V   | Qz    | P         | V         | Qz        |
| -------- | ----------------- | -------- | ------- | ------- | --- | --- | ----- | --------- | --------- | --------- |
| 1        | Piacenza          | 11       | 5       | 1       | 16  | 7   | 2.286 | 545       | 509       | 1.071     |
| 2        | Pòrtol            | 10       | 4       | 2       | 14  | 9   | 1.556 | 517       | 503       | 1.028     |
| 3        | Arkas             | 8        | 2       | 4       | 9   | 14  | 0.643 | 501       | 514       | 0.975     |
| 4        | Vienna hotVolleys | 7        | 1       | 5       | 7   | 16  | 0.437 | 495       | 536       | 0.923     |

| Gruppo E | Gruppo E         | Gruppo E | Partite | Partite | Set | Set | Set   | Punti Set | Punti Set | Punti Set |
| #        | Squadra          | Pt       | V       | P       | V   | P   | Qz    | V         | P         | Qz        |
| -------- | ---------------- | -------- | ------- | ------- | --- | --- | ----- | --------- | --------- | --------- |
| 1        | Treviso          | 11       | 5       | 1       | 16  | 7   | 2.286 | 531       | 472       | 1.125     |
| 2        | J.Węgiel         | 9        | 3       | 3       | 12  | 11  | 1.091 | 512       | 519       | 0.987     |
| 3        | Roeselare        | 9        | 3       | 3       | 11  | 11  | 1.000 | 491       | 496       | 0.990     |
| 4        | Dynamo Apeldoorn | 7        | 1       | 5       | 7   | 17  | 0.412 | 502       | 549       | 0.914     |

| Gruppo F | Gruppo F | Gruppo F | Partite | Partite | Set | Set | Set   | Punti Set | Punti Set | Punti Set |
| #        | Squadra  | Pt       | V       | P       | V   | P   | Qz    | V         | P         | Qz        |
| -------- | -------- | -------- | ------- | ------- | --- | --- | ----- | --------- | --------- | --------- |
| 1        | Mosca    | 11       | 5       | 1       | 16  | 5   | 3.200 | 508       | 466       | 1.090     |
| 2        | Parigi   | 9        | 3       | 3       | 13  | 13  | 1.000 | 562       | 571       | 0.984     |
| 3        | Maaseik  | 8        | 2       | 4       | 9   | 13  | 0.692 | 492       | 514       | 0.957     |
| 4        | Bled     | 8        | 2       | 4       | 8   | 15  | 0.533 | 502       | 537       | 0.935     |

## Playoff a 12
| Andata |                       |     |                                   |
|        |                       |     |                                   |
| 12-2   | Kazan-Węgiel          | 3-0 | 25-17, 25-20, 25-18               |
| 12-2   | Atene-Roeselare       | 3-0 | 25-21, 25-19, 25-21               |
| 12-2   | Cuneo-Piacenza        | 2-3 | 26-24, 25-18, 23-25, 24-26, 13-15 |
| 13-2   | Friedrichshafen-Mosca | 3-0 | 25-20, 25-20, 26-24               |
| 13-2   | Parigi-Cannes         | 1-3 | 20-25, 25-20, 19-25, 19-25        |
| 14-2   | Treviso-Maiorca       | 3-0 | 25-20, 25-23, 25-13               |

| Ritorno |                       |     |                                   |
|         |                       |     |                                   |
| 19-2    | Węgiel-Kazan          | 3-2 | 18-25, 25-18, 23-25, 25-22, 15-10 |
| 20-2    | Roeselare-Atene       | 3-1 | 18-25, 25-23, 25-18, 25-22        |
| 20-2    | Piacenza-Cuneo        | 3-1 | 21-25, 25-20, 25-18, 25-22        |
| 20-2    | Mosca-Friedrichshafen | 3-2 | 25-16, 17-25, 25-22, 19-25, 15-12 |
| 21-2    | Cannes-Parigi         | 1-3 | 23-25, 25-21, 25-21, 25-20        |
| 21-2    | Maiorca-Treviso       | 0-3 | 18-25, 24-26, 24-26               |

## Playoff a 6
| Andata |                         |     |                                   |
|        |                         |     |                                   |
| 4-3    | Kazan-Cannes            | 3-0 | 25-21, 26-24, 28-26               |
| 4-3    | Atene-Piacenza          | 1-3 | 25-18, 21-25, 23-25, 18-25        |
| 6-3    | Treviso-Friedrichshafen | 2-3 | 16-25, 22-25, 25-14, 25-22, 11-15 |

| Ritorno |                         |     |                                   |
|         |                         |     |                                   |
| 12-3    | Cannes-Kazan            | 1-3 | 25-18, 22-25, 23-25, 19-25        |
| 12-3    | Piacenza-Atene          | 3-2 | 23-25, 14-25, 25-21, 25-20, 15-13 |
| 13-3    | Friedrichshafen-Treviso | 2-3 | 25-22, 23-25, 20-25, 26-24, 12-15 |

## Final Four
La Final Four si è disputata al Hala MOSiR di Łódź ( Polonia).

Le semifinali si sono giocate sabato 29 marzo, mentre la finale 3º/4º posto e la finalissima si sono giocate domenica 30 marzo.
|  | Semifinali     | Semifinali     | Semifinali     |                |              | Finale             | Finale             | Finale             |  |
|  |                |                |                |                |              |                    |                    |                    |  |
|  | Dinamo Kazan   | Dinamo Kazan   | 3              |                |              |                    |                    |                    |  |
|  | Dinamo Kazan   | Dinamo Kazan   | 3              |                |              |                    |                    |                    |  |
|  | Skra Bełchatów | Skra Bełchatów | 2              |                |              |                    |                    |                    |  |
|  | Skra Bełchatów | Skra Bełchatów | 2              |                | Dinamo Kazan | Dinamo Kazan       | 3                  |                    |  |
|  |                |                |                |                | Dinamo Kazan | Dinamo Kazan       | 3                  |                    |  |
|  |                |                | Copra Piacenza | Copra Piacenza | 2            |                    |                    |                    |  |
|  | Copra Piacenza | Copra Piacenza | Copra Piacenza | Copra Piacenza | 2            | 3                  |                    |                    |  |
|  | Copra Piacenza | Copra Piacenza |                |                |              | 3                  |                    |                    |  |
|  | Sisley Treviso | Sisley Treviso | 1              |                |              | Finale 3º/4º posto | Finale 3º/4º posto | Finale 3º/4º posto |  |
|  | Sisley Treviso | Sisley Treviso | 1              |                |              |                    |                    |                    |  |
|  |                |                |                |                |              |                    |                    |                    |  |
|  |                |                |                |                |              | Sisley Treviso     | Sisley Treviso     | 2                  |  |
|  |                |                |                |                |              | Sisley Treviso     | Sisley Treviso     | 2                  |  |
|  |                |                |                |                |              | Skra Bełchatów     | Skra Bełchatów     | 3                  |  |

| Semifinali |                  |     |                                  |
|            |                  |     |                                  |
| 29-3       | Kazan-Bełchatów  | 3-2 | 25-21, 25-16, 18-25, 20-25,15-12 |
| 29-3       | Piacenza-Treviso | 3-1 | 22-25, 28-26, 25-23, 25-20       |

| Finale 3º/4º posto |                   |     |                                   |
|                    |                   |     |                                   |
| 30-3               | Treviso-Bełchatów | 2-3 | 22-25, 21-25, 25-23, 25-18, 13-15 |

| Finale |                |     |                                   |
|        |                |     |                                   |
| 30-3   | Kazan-Piacenza | 3-2 | 19-25, 26-24, 18-25, 25-17, 15-10 |